# NGC 4593
NGC 4593 (również PGC 42375) – galaktyka spiralna z poprzeczką (SBb), znajdująca się w gwiazdozbiorze Panny. Odkrył ją William Herschel 17 kwietnia 1784 roku. Jest galaktyką Seyferta typu 1.